# Quelneuc
Quelneuc (tiếng Breton: Kelenneg) là một xã ở tỉnh Morbihan trong vùng Bretagne tây bắc Pháp. Xã này có diện tích 13,85 km², dân số năm 1999 là 485 người. Khu vực này có độ cao từ 7-95 mét trên mực nước biển.
Cư dân của Quelneuc danh xưng trong tiếng Pháp là Quelneucois.